# April Matson
April Matson (* 13. März 1981 in Kalifornien) ist eine US-amerikanische Schauspielerin.
Ihre größte Bekanntheit verdankt sie der US-amerikanischen Fernsehserie Kyle XY, welche in Deutschland auf ProSieben ausgestrahlt wird. Dort verkörpert sie die Tochter der Familie, Lori Trager. Weitere Auftritte hatte sie in der Serie Quintuplets neben Schauspielern wie Andy Richter, 2005 im Kurzfilm Forsaken und 2007 in der Erfolgsserie NCIS (in Deutschland Navy CIS), welche auf Sat.1 läuft.
In ihrer Ausbildung durchlief sie mehrere Stationen, darunter das Elsinore Theater, die American Academy of Dramatic Arts, sowie die Theaterschule der The Second City in Los Angeles. Vor ihrem größeren Durchbruch im Fernsehen verbesserte sie ihre Schauspielfähigkeiten in verschiedenen Theaterproduktionen und Independentfilmen. 2002 hatte Matson einen Gastauftritt in American Dreams.
Neben ihrer Schauspielkarriere ist sie Sängerin. Ihr Song Will You Remember Me (Lori's Song) wurde im Rahmen der Serie Kyle XY veröffentlicht.

## Filmografie
- 2004: Quintuplets
- 2005: Forsaken
- 2006: Gods Little Monsters
- 2006–2009: Kyle XY
- 2007: NCIS (Twisted Sister, 4 Staffel)
- 2008: Black Russian
- 2010: Psych
- 2011: Pain